# Villaperuccio
Villaperuccio (sardinsky: Sa Baronìa) je italská obec (comune) v provincii Sud Sardegna v regionu Sardinie. Nachází se ve výšce 68 metrů nad mořem a má 995 obyvatel. Rozloha obce je 36,43 km².